# گرمخانه مسجد جامع مهاباد
گرمخانه مسجد جامع مهاباد مربوط به دوره زند است و در مهاباد، مجاور خیابان اصلی شهر واقع شده و این اثر در تاریخ ۲۵ اسفند ۱۳۷۹ با شمارهٔ ثبت ۳۶۱۵ به‌عنوان یکی از آثار ملی ایران به ثبت رسیده است.